# Crvena Jabuka (Ub)
Crvena Jabuka (Ub) (em cirílico: Црвена Јабука) é uma vila da Sérvia localizada no município de Ub, pertencente ao distrito de Kolubara, na região de Tamnava. A sua população era de 563 habitantes segundo o censo de 2011.

## Demografia
| 1948 | 1953 | 1961 | 1971 | 1981 | 1991 | 2002 | 2011 |
| ---- | ---- | ---- | ---- | ---- | ---- | ---- | ---- |
| 772  | 766  | 752  | 779  | 763  | 684  | 631  | 563  |